# Pseudorgyia versuta
Pseudorgyia versuta är en fjärilsart som beskrevs av Harvey 1875. Pseudorgyia versuta ingår i släktet Pseudorgyia och familjen nattflyn. Inga underarter finns listade.